# Herleving
De Herleving is een voormalig waterschap in de Nederlandse provincie Groningen. Het maakte deel uit van het voormalige boezemwaterschap Oldambt.
Het schap lag ten westen van Scheemda en Eexta, tussen het Mensediep en Zijl- of Opdiep in het noorden en het Winschoterdiep in het zuiden. In het oosten kwamen het Zijldiep en het Winschoterdiep in een punt bij elkaar (bij de brug in de Scheepsjagerstraat). De westgrens lag bij de grens van Oldambt met Menterwolde.
Door het schap liep een boezemleiding, de Meedemerafwatering genaamd, die de polder in tweeën deelde. Onder de leiding lag een onderleider. Het gemaal (een Otto-petroleummotor) stond 1 km ten westen van de bebouwde kom en sloeg uit op het Winschoterdiep. 
Waterstaatkundig gezien ligt het gebied sinds 2000 binnen dat van het waterschap Hunze en Aa's.